# کلاس ۱۹۹۹: جانشین
کلاس ۱۹۹۹: جانشین (به انگلیسی: Class of 1999 II: The Substitute) یک فیلم ویدئویی آمریکایی محصول سال ۱۹۹۴ در مورد یک معلم جدید در یک مدرسه داخلی در شهر است، جایی که همه دانش آموزان وابسته به باند، مواد مخدر و خشونت هستند. کارگردانی توسط اسپیرو رازاتوس، متخصص بدل کار سینما انجام شد و " ساشا میچل در نقش معلم جنجالی جان بولن بازی کرد.
این فیلم دنباله ای از کلاس ۱۹۹۹ است اما پیوندهای داستانی زیادی با آن فیلم ندارد به جز فیلم اسم درج شده و سکانس‌ها فلاش بک و مرجع مبهم به اتفاقات قبلی در قصه این فیلم سومین فیلم در یک تریلوژی است که از فیلم کلاس ۱۹۸۴ آغاز شد.